# Aeroportul Villa Garzón
Aeroportul Villa Garzón (IATA: VGZ, ICAO: SKVG) este un aeroport din Villagarzón⁠(d), Putumayo⁠(d), Columbia ce deservește zona Villagarzón⁠(d). Aeroportul a fost tranzitat în 2022 de 20.008 pasageri.
Situat la o altitudine de 380 m, aeroportul dispune de o singură pistă.